# Пароле
Пароле (пол. Parole) — село в Польщі, у гміні Надажин Прушковського повіту Мазовецького воєводства.
Населення — 173 особи (2011).
У 1975-1998 роках село належало до Варшавського воєводства.

## Демографія
Демографічна структура станом на 31 березня 2011 року:
|          | Загалом | Допрацездатний вік | Працездатний вік | Постпрацездатний вік |
| -------- | ------- | ------------------ | ---------------- | -------------------- |
| Чоловіки | 91      | 19                 | 60               | 12                   |
| Жінки    | 82      | 18                 | 45               | 19                   |
| Разом    | 173     | 37                 | 105              | 31                   |